# Потапково
Потапково — деревня в Гусь-Хрустальном районе Владимирской области России.

## География
Деревня находится в 45 км к юго-востоку от районного центра г. Гусь-Хрустальный.

## История
Деревня Потапково Меленковского уезда образовалась в конце восемнадцатого столетия на месте упраздненного стеклянного завода. На карте Владимирской губернии 1865 года отмечена как деревня Потапкова. Потапково входило в приход села Георгиевского. Приход состоял из села Георгиевского и деревень: Алферьева, Ильина, Потапкова, Павликова, Обдихова, Золотковского хрустального завода и Захарова. По клировым ведомостям 1897 года в приходе числилось 1493 души мужского пола и 1612 женского.

## Население
| 1859 | 1926 |
| ---- | ---- |
| 161  | 395  |

| 1859 | 1905 | 1926 | 2002 | 2010 | 2021 |
| ---- | ---- | ---- | ---- | ---- | ---- |
| 161  | ↗226 | ↗395 | ↘37  | ↘21  | ↘15  |